# Bezděkov (Pardubicei járás)
Bezděkov település Csehországban, a Pardubicei járásban. Bezděkov Valy, Veselí, Jeníkovice, Barchov, Pardubice és Choltice településekkel határos. Lakosainak száma 342 fő (2024. január 1.).

## Népesség
A település lakosságának változását az alábbi diagram mutatja:
| Lakosok száma | 339  | 442  | 467  | 342  | 271  | 260  | 298  | 318  | 334  | 342  |
|               | 1869 | 1890 | 1921 | 1950 | 1980 | 2001 | 2017 | 2019 | 2022 | 2024 |